# Giancarlo Ghirardi
Giancarlo Ghirardi (Milão, 28 de outubro de 1935 – Grado, 1 de junho de 2018) foi um italiano, físico e professor emérito de física teórica na Universidade de Trieste.

## Biografia
Seus interesses de pesquisa relacionadas a uma variedade de tópicos de física teórica, mas teve início em 1983, principalmente, sobre os fundamentos da mecânica quântica.
Em 2017, ele foi premiado com o Espírito de Salam prêmio por sua extraordinária contribuição para o desenvolvimento do Centro Internacional de Física Teórica, durante a sua brotação anos, tanto a nível científico e organizacional frentes.
Morreu aos 82 anos em 1 de junho de 2018, em Grado na Itália.